# Vera Storoževa
Vera Storoževa (Troick, 7 settembre 1958) è una regista sovietica, dal 1991 russa.

## Filmografia parziale

### Regista
- Francuz (2004)
- Moj paren' - angel (2011)
- Marija. Spasti Moskvu (2022)